# Lihuei repülőtér
A Lihuei repülőtér (IATA: LIH, ICAO: PHLI) az Amerikai Egyesült Államok egyik repülőtere, amely Lihue közelében található Hawaii államban. Éves utasforgalma 308 291 fő (1960).

## Futópályák
A repülőtér futópályái:
- 03/21 (6500 ft, 150 ft, aszfalt)
- 17/35 (6500 ft, 150 ft, aszfalt)

## Forgalom
Az utasforgalom az elmúlt években az alábbi módon változott:
| Utasok száma | 308 291 | 1 938 858 | 2 211 613 | 2 541 089 | 2 382 267 | 2 580 343 | 2 487 795 | 2 488 018 | 2 820 998 | 3 706 624 |
|              | 1960    | 1974      | 1980      | 1986      | 1992      | 1997      | 2003      | 2009      | 2015      | 2023      |

## Légitársaságok és úticélok
2025-ben a Lihuei repülőtérről az alábbi járatok indulnak (Utoljára frissítve: 2025-02-23):
| Légitársaság       | Célállomások |
| ------------------ | --- |
| Alaska Airlines    | San Diego, San Francisco (kezdődik 2025. június 13-tól), San Jose (CA), Seattle/Tacoma Szezonális: Portland (OR) |
| American Airlines  | Los Angeles, Phoenix–Sky Harbor                                                                                  |
| Delta Air Lines    | Los Angeles, Seattle/Tacoma                                                                                      |
| Hawaiian Airlines  | Honolulu, Kahului, Kailua-Kona, Los Angeles, Oakland, Sacramento                                                 |
| Southwest Airlines | Honolulu, Kahului, Las Vegas, Oakland, San Jose (CA) Szezonális: Los Angeles                                     |
| United Airlines    | Denver, Los Angeles, San Francisco                                                                               |
| WestJet            | Szezonális: Vancouver                                                                                            |